# Доддс, Меган
Меган Доддс (англ. Megan Dodds, род. 20 сентября 1970) — американская актриса.

## Биография
Доддс родилась и выросла в Сакраменто, штат Калифорния. После окончания колледжа она поступила в Джульярдскую школу драмы, параллельно выступая на офф-бродвейской сцене. На Бродвее она дебютировала в 1995 году, в пьесе «Школа злословия», после чего была приглашена на ведущую роль в Лондонской постановке «Попкорн». В 1998 году Доддс дебютировала на большом экране с ролью в кинофильме «История вечной любви», после чего появлялась в независимых фильмах «Урбания», «На живца» и «Шоссе 84».
В 1997 году Доддс вышла замуж за Лондонского фотографа и обосновалась на постоянной основе в Англии. В 2005 году она привлекла внимание критиков играя ведущую роль в шоу одной женщины «Меня зовут Рэйчел Корри». Также в 2000-х Доддс периодически появлялась на британском телевидении, в сериалах «Призраки», «Пуаро Агаты Кристи» и «Отель «Вавилон»». В конце десятилетия Доддс вернулась в США, появляясь в сериалах «Доктор Хаус» и «Обмани меня», а затем беря на себя второстепенные роли в «Детройт 1-8-7» и «C.S.I.: Место преступления Нью-Йорк». На регулярной основе, Доддс снялась в пилотах «Я Виктор» для NBC в 2013 году, и «Беглец» (ABC, 2015).

## Фильмография
- История вечной любви (1998)
- Урбания (2000)
- На живца (2000)
- Шоссе 84 (2000)
- Цель (2002)
- Фестиваль (2005)
- Контракт (2005)
- Освободите Джимми (2006)
- Доктор Хаус / House, M.D. (2009) — доктор Бизли
- Чат (2010)
- Колодец Чудес (2023)